# بشير أحمد (فنان قتال مختلط)
بشير أحمد (بالإنجليزية: Bashir Ahmad)‏ هو فنان قتال مختلط باكستاني وأمريكي، ولد في 12 أكتوبر 1982 في فيصل آباد في باكستان.

## وصلات خارجية
- بشير أحمد على موقع شيردوغ (الإنجليزية)